# Annelöv
Annelöv är en tätort i Landskrona kommun och kyrkby i Annelövs socken i Skåne, belägen cirka 12 km sydost om
Landskrona. I Annelöv finner man en pizzeria och en blomsterbutik men ingen matbutik.

## Historia
Galgbacken i Annelöv användes fram till och med den 21 december 1853 då Hanna Svensdotter och hennes son Johannes Månsson avrättades av skarprättare Anders Pettersson.

### Befolkningsutveckling
| Befolkningsutvecklingen i Annelöv 1960–2020               | Befolkningsutvecklingen i Annelöv 1960–2020 | Befolkningsutvecklingen i Annelöv 1960–2020 | Befolkningsutvecklingen i Annelöv 1960–2020 | Befolkningsutvecklingen i Annelöv 1960–2020 |
| --------------------------------------------------------- | ------------------------------------------- | ------------------------------------------- | ------------------------------------------- | ------------------------------------------- |
|                                                           |                                             |                                             |                                             |                                             |
| År                                                        |                                             |                                             | Folkmängd                                   | Areal (ha)                                  |
| 1960                                                      | 1960                                        |                                             | 206                                         |                                             |
| 1965                                                      | 1965                                        |                                             | 208                                         |                                             |
| 1970                                                      | 1970                                        |                                             | 241                                         |                                             |
| 1975                                                      | 1975                                        |                                             | 317                                         |                                             |
| 1980                                                      | 1980                                        |                                             | 382                                         |                                             |
| 1990                                                      | 1990                                        |                                             | 396                                         | 34                                          |
| 1995                                                      | 1995                                        |                                             | 369                                         | 34                                          |
| 2000                                                      | 2000                                        |                                             | 352                                         | 34                                          |
| 2005                                                      | 2005                                        |                                             | 341                                         | 34                                          |
| 2010                                                      | 2010                                        |                                             | 380                                         | 33                                          |
| 2015                                                      | 2015                                        |                                             | 442                                         | 67                                          |
| 2018                                                      | 2018                                        |                                             | 453                                         | 68                                          |
| 2020                                                      | 2020                                        |                                             | 449                                         | 76                                          |
| Anm.: Namnändring 1970 från Annelövs kyrkby till Annelöv. |                                             |                                             |                                             |                                             |

## Samhället
I Annelöv återfinns Annelövs kyrka. I orten finns även Annelövs pizzeria.
Föräldrakooperativet Lövet är en fristående förskola i Annelöv. Sedan 1988 har Föräldrakooperativet Lövet drivits som en ekonomisk förening med föräldrar som har ansvar för stora delar av verksamheten såsom personal, ekonomi, lokaler m.m.

## Idrott
I orten finns Annelövs Tennisklubb och Tågarpsortens Ryttarförening.[källa behövs]

## Personer med anknytning till Annelöv
- Nils Wessman, amatörarkeolog som var den förste som utforskade Kungagraven i Kivik
- Hanna Jönsdotter, klok gumma mera känd som ’’Annelövskvinnan’’
- Tore Hedin, Hurvamördaren vars barndomshem fanns i Annelöv
- William Arne Nilsson, grundare av William Arnes motorcirkus
- Anna Nilsson, ryttare
- Artur Attman, (f. Linus Jönsson), professor i ekonomisk historia